# Franziska Neubert
Franziska Neubert est une joueuse internationale allemande de rink hockey née le 24 septembre 1988.   

## Palmarès
En 2016, elle participe au championnat du monde.